# Zentraljakarta
Zentraljakarta (Bahasa Indonesia: Jakarta Pusat) ist eine der fünf Verwaltungseinheiten (Kota Administrasi) der indonesischen Hauptstadt Jakarta. Zentraljakarta ist nicht selbstverwaltet und hat keinen Stadtrat, weshalb es nicht als eigenständige Gemeinde eingestuft wird. Zur Volkszählung 2010 hatte es 902.973 Einwohner und zur Volkszählung 2020 1.056.896 Einwohner.

## Geografie

### Lage
Jakarta Pusat erstreckt sich zwischen  5°19′12″ und 6°23′54″ s. Br. sowie zwischen 106°22′42″ und 106°58′18″ ö. L. Es grenzt im Norden und Nordosten an Nordjakarta (Jakarta Utara), im Osten an Ostjakarta (Jakarta Timur), im Süden an Südjakarta (Jakarta Selatan) und im Westen an Westjakarta (Jakarta Barat).
Zentraljakarta ist die flächen- und bevölkerungsmäßig kleinste der fünf Verwaltungseinheiten Jakartas. Sie hat allerdings die höchste Bevölkerungsdichte. Sie ist sowohl das administrative als auch das politische Zentrum von Jakarta und Indonesien. In Zentraljakarta gibt es eine Reihe großer internationaler Hotels und wichtiger Sehenswürdigkeiten wie das Hotel Indonesia.

## Verwaltungsgliederung
Zentraljakarta ist in acht Bezirke (Kecamatan) mit 44 Gemeinden (Kelurahan) eingeteilt:
| Code 1   | Kecamatan Distrikt | Ibu Kota Verwaltungssitz | Fläche (km²) | Einwohner Census 2010 2 | Volkszählung 2020 | Volkszählung 2020 | Volkszählung 2020 | Anzahl der 6 | Anzahl der 6 | Anzahl der 6 |
| Code 1   | Kecamatan Distrikt | Ibu Kota Verwaltungssitz | Fläche (km²) | Einwohner Census 2010 2 | Einwohner 3       | 0Dichte 40        | Sex Ratio 5       | Kel. 6       | RW 7         | RT 8         |
| -------- | ------------------ | ------------------------ | ------------ | ----------------------- | ----------------- | ----------------- | ----------------- | ------------ | ------------ | ------------ |
| 31.71.01 | Gambir             | Petojo Selatan           | 7,59         | 78.422                  | 91.673            | 12.078,1          | 101,8             | 6            | 43           | 462          |
| 31.71.02 | Sawah Besar        | Karang Anyar             | 6,16         | 100.801                 | 122.500           | 19.886,4          | 100,4             | 5            | 49           | 598          |
| 31.71.03 | Kemayoran          | Serdang                  | 7,25         | 215.331                 | 240.631           | 33.190,5          | 101,0             | 8            | 77           | 981          |
| 31.71.04 | Senen              | Kwitang                  | 4,22         | 94.540                  | 118.879           | 28.170,4          | 105,6             | 6            | 48           | 508          |
| 31.71.05 | Cempaka Putih      | Johar Baru               | 2,38         | 84.850                  | 94.031            | 39.508,8          | 99,5              | 3            | 30           | 366          |
| 31.71.06 | Menteng            | Menteng                  | 6,53         | 68.309                  | 80.319            | 12.300,0          | 100,6             | 5            | 38           | 404          |
| 31.71.07 | Tanah Abang        | Kebon Melati             | 9,30         | 144.459                 | 175.150           | 18.833,3          | 114,8             | 7            | 64           | 684          |
| 31.71.08 | Johar Baru         | Cempaka Putih Timur      | 4,69         | 116.261                 | 133.713           | 28.510,2          | 103,0             | 4            | 40           | 556          |
| 31.71    | Jakarta Pusat      | Jakarta Pusat            | 48,13        | 902.973                 | 1.056.896         | 21.959,2          | 103,8             | 44           | 389          | 4559         |

## Demographie
Mitte 2022 lebten in Jakarta Pusat 1.105.731 Menschen, das heißt 555.089 Männer (50,20 %) und 550.642 Frauen (49,80 %).

### Altersstruktur
22,32 % der Bevölkerung befindet sich im Kindesalter, 71,39 % (789.357) im erwerbsfähigen Alter (15–64 Jahre) und 6,29 % im Ruhestand.

### Familienstand und Religion
| Familienstand | Anzahl  | Anteil [%] |
| ------------- | ------- | ---------- |
| ledig         | 530.093 | 47,94      |
| verheiratet   | 502.345 | 45,43      |
| geschieden    | 21.947  | 1,98       |
| verwitwet     | 51.346  | 4,64       |

| Religion     | Anzahl  | Anteil [%] |
| ------------ | ------- | ---------- |
| Moslems      | 908.184 | 82,13      |
| Protestanten | 107 540 | 9,73       |
| Katholiken   | 49.411  | 4,47       |
| Buddhisten   | 36.706  | 0,32       |
| Hindus       | 3.714   | 0,34       |